# Pale di San Martino
Pale di San Martino este o arie protejată (arie specială de conservare — SAC, sit de importanță comunitară — SCI) din Italia întinsă pe o suprafață de 7.333 ha, integral pe uscat.

## Localizare
Centrul sitului Pale di San Martino este situat la coordonatele 46°15′39″N 11°50′41″E / 46.260833°N 11.844722°E.

## Înființare
Situl Pale di San Martino a fost declarat sit de importanță comunitară în octombrie 2010 pentru a proteja 1 specie de plante și 40 de specii de animale. Situl a fost protejat și ca arie specială de conservare în mai 2016.

## Biodiversitate
Situată în ecoregiunea alpină, aria protejată conține 23 de habitate naturale: Pajiști cu Molinia pe soluri calcaroase, turboase sau argilos-nămoloase (Molinion caeruleae), Pajiști alpine și subalpine calcaroase, Tufărișuri subarctice cu Salix spp., Pajiști boreale și alpine pe substrat silicios, Pante stâncoase calcaroase cu vegetație casmofită, Râuri de munte și vegetația lor lemnoasă cu Salix elaeagnos, Mlaștini alcaline, Fânețe montane, Ape stătătoare oligotrofe până la mezotrofe, cu vegetație de Littorelletea uniflorae și/sau de Isoëto-Nanojuncetea, Formațiuni ierboase bogate în specii de Nardus, dezvoltate pe substraturi silicioase în zone montane (și în zone submontane, în Europa continentală), Râuri de munte și vegetația erbacee de pe malurile acestora, Grohotișuri calcaroase și de șisturi calcaroase de la nivelul montan până la nivelul alpin (Thlaspietea rotundifolii), Pajiști uscate seminaturale și facies de acoperire cu tufișuri pe substraturi calcaroase (Festuco-Brometalia) (* situri importante pentru orhidee), Păduri acidofile de Picea de la nivel montan la nivel alpin (Vaccinio-Piceetea), Lespezi calcaroase, Formațiuni pioniere alpine de Caricion bicoloris-atrofuscae, Pajiști alpine și boreale, Pajiști uscate seminaturale și facies de acoperire cu tufișuri pe substraturi calcaroase (Festuco-Brometalia) (* situri importante pentru orhidee), Păduri ilirice de Fagus sylvatica (Aremonio-Fagion), Ghețari permanenți, Tufărișuri cu Pinus mugo și Rhododendron hirsutum (Mugo-Rhododendretum hirsuti), Păduri alpine de Larix decidua și/sau Pinus cembra, Mlaștini turboase de tranziție și turbării mișcătoare.
La baza desemnării sitului se află mai multe specii protejate:
- plante (1): papucul doamnei (Cypripedium calceolus)
- păsări (35): uliu porumbar (Accipiter gentilis), uliu păsărar (Accipiter nisus), minunița (Aegolius funereus), ciocârlie-de-câmp (Alauda arvensis), potârnichea de stâncă (Alectoris graeca saxatilis), fâsă de pădure (Anthus trivialis), acvilă de munte (Aquila chrysaetos), cocoșul de mesteacăn (Bonasa bonasia), buha (Bubo bubo), șorecarul comun (Buteo buteo), mierla de apă (Cinclus cinclus), lăstun de casă (Delichon urbicum), ciocănitoare neagră (Dryocopus martius), presură galbenă (Emberiza citrinella), șoim călător (Falco peregrinus), vânturel roșu (Falco tinnunculus), ciuvică (Glaucidium passerinum), rândunică (Hirundo rustica), Lagopus muta helvetica, sfrâncioc roșiatic (Lanius collurio), câneparul (Linaria cannabina), Lyrurus tetrix tetrix, cinghiță alpină (Montifringilla nivalis), muscar sur (Muscicapa striata), alunar (Nucifraga caryocatactes), pietrar sur (Oenanthe oenanthe), ciuf-pitic (Otus scops), viespar (Pernis apivorus), codroșul de pădure (Phoenicurus phoenicurus), ciocănitoare de munte (Picoides tridactylus), ciocănitoare verzuie (Picus canus), mărăcinar (Saxicola rubetra), silvie-mică (Sylvia curruca),  cocoș de munte (Tetrao urogallus), fluturașul de stâncă (Tichodroma muraria)
- mamifere (4): liliac cârn (Barbastella barbastellus), lupul (Canis lupus), liliac cu urechi mari (Myotis bechsteinii), liliac comun (Myotis myotis)
- nevertebrate (1): fluturele auriu (Euphydryas aurinia)

Pe lângă speciile protejate, pe teritoriul sitului au mai fost identificate 90 de specii de plante, 1 specie de păsări, 5 specii de amfibieni, 28 de specii de mamifere, 5 specii de nevertebrate, 2 specii de pești, 6 specii de reptile.